# Liste der Universitäten in Delaware
Liste von Universitäten und Colleges im US-Bundesstaat Delaware:

## Staatliche Hochschulen
- Delaware State University
- University of Delaware

## Private Hochschulen
- Goldey-Beacom College
- Wesley College
- Widener University School of Law
- Wilmington University